# Amphisbaena bolivica
Amphisbaena bolivica är en ödleart som beskrevs av  Mertens 1929. Amphisbaena bolivica ingår i släktet Amphisbaena och familjen Amphisbaenidae. Inga underarter finns listade i Catalogue of Life.